# NGC 5041
NGC 5041 este o liner situată în constelația Părul Berenicei. A fost descoperită în 19 aprilie 1865 de către Heinrich Louis d'Arrest. Se află la o distanță de 109,01 megaparseci de Pământ.